# Anik D1
O Anik D1 (também conhecido por Telesat G) foi um satélite de comunicação geoestacionário canadense da série Anik, construído pela Hughes. Ele esteve localizado na posição orbital de 104,5 graus oeste e era administrado pela Telesat Canada, com sede em Ottawa no Canadá. O satélite foi baseado na plataforma HS 376. O mesmo ficou fora de serviço em fevereiro de 1995.

## História
O Anik D1 foi o primeiro satélite lançado da série Anik D. A Space and Communications Group da Hughes Aircraft Company, mais tarde Hughes Space and Communications Company, e hoje conhecida como Boeing Satellite Systems Inc., foi a maior empresa subcontratada para o desenvolvimento da série Anik D. A Spar Aerospace Limited de Toronto, um parceiro de longa data da Hughes em comunicações de satélites canadenses, foi o primeiro contratante principal canadense para o satélite. O Anik D1 foi construído para Telesat Canada, uma empresa comercial autorizado pelo estatuto federal para estabelecer e operar os sistemas de comunicações por satélite no mercado interno.
O satélite Anik D1 foi baseado na plataforma de satélite de comunicações HS 376. O satélite servia todo o Canadá e operava na faixa de 6/4 GHz em banda C. A Hughes também construiu a série de satélite Anik C, que atua na faixa de 14/12 GHz em banda Ku e servia as parcelas do sul mais densamente povoadas do país. Os dois satélites Anik D substituiram a três satélites construiu pela Hughes, os Anik A1, A2 e A3, que foram pioneiros nas comunicações via satélites domésticos. O satélite Anik D1 saiu de serviço em fevereiro de 1995.

## Lançamento
O satélite foi lançado com sucesso ao espaço no dia 26 de agosto de 1982, abordo de um foguete Delta-3920 a partir da Base de lançamento espacial da Estação da Força Aérea de Cabo Canaveral, na Flórida, EUA. Ele pesava cerca de 730.0 kg colocado em uma órbita geoestacionária.

## Capacidade e cobertura
O Anik D1 era equipado com 24 transponders em banda C que prestava serviços via satélite que podia ser recepcionado na América do Norte.